# 디비니티

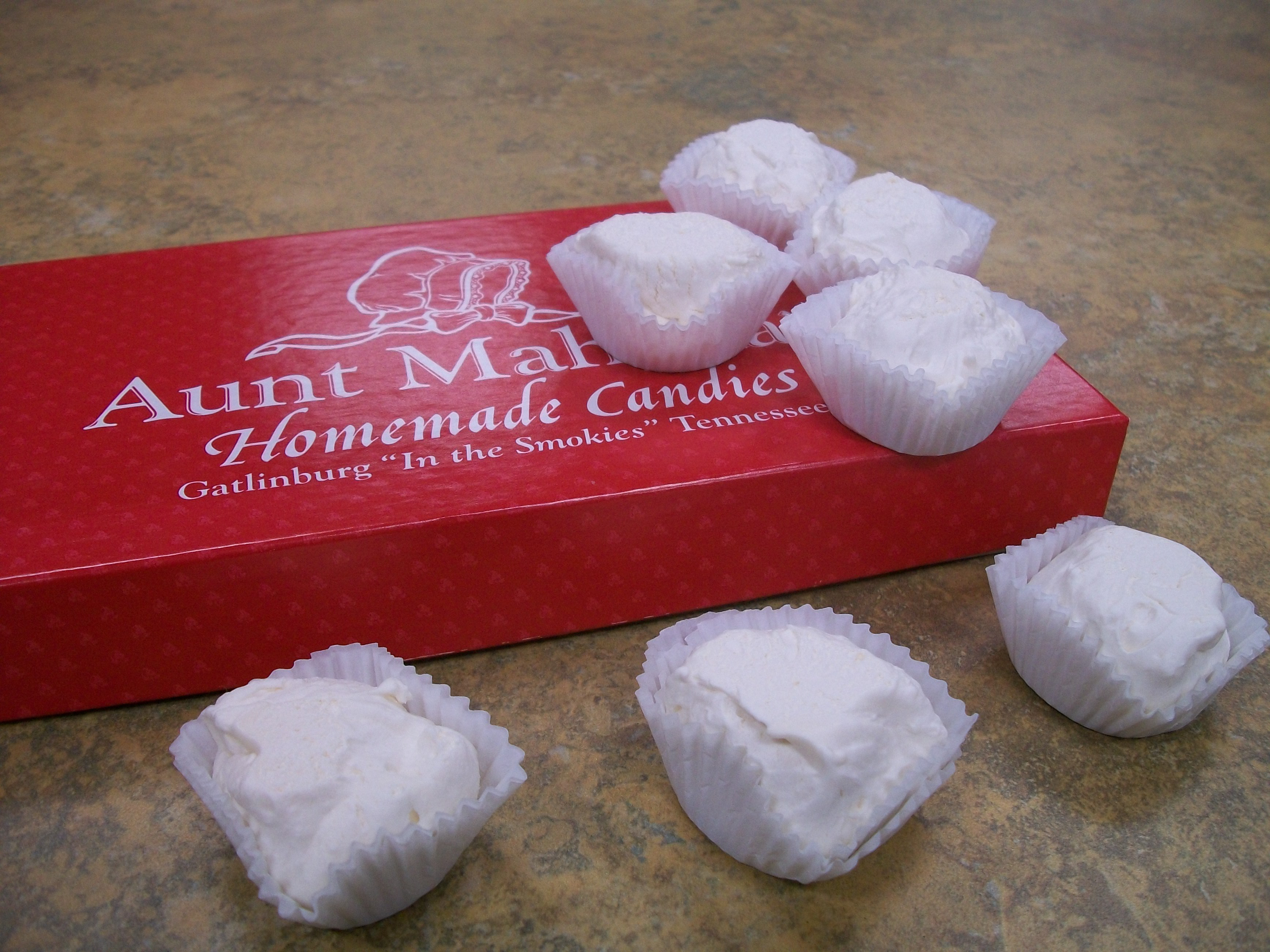

디비니티(divinity)는 휘핑한 달걀 흰자, 옥수수 시럽, 설탕으로 만든 '누가' 같은 과자이다. 다진 말린 과일 및 다진 견과류와 같은 선택적 재료가 자주 추가된다. 설탕을 흑설탕으로 바꾸면 '시 폼'(sea foam)이라는 과자가 만들어진다.

## 역사
1900년대 초 미국에서 시작된 것으로 여겨지는 사탕의 현재 형태는 1915년의 조리법에서 찾을 수 있다. 우유를 사용한 또 다른 이전 버전은 1907년경으로 추적할 수 있다.
그 기원에 대해 제안된 이론 중 하나는 20세기 초에 옥수수 시럽(주요 성분)이 대중적인 설탕 대체물로 일반적으로 사용되었다는 것이다. 옥수수 시럽을 포함하는 새로운 요리법은 주요 제조업체에서 자주 만들어졌으며 그중 하나는 디비니티일 수 있다.
디비니티(divinity)의 이름의 기원은 명확하지 않다. 가장 대중적인 이론은 단순히 처음 맛봤을 때 누군가가 그것을 "신성(divine)하다!"고 선언했다는 것이다. 그리고 이름이 붙었다.
디비니티는 때때로 "남부 사탕"이라고 불렸는데, 이는 레시피에 피칸을 자주 사용했기 때문일 가능성이 크다. 그것은 결국 북쪽으로 향했고 오늘날 그 요리법은 많은 요리책에서 찾을 수 있다.

## 같이 보기
- 마시멜로
- 머랭